# Северин Святополк-Четвертинський
Севери́н-Франци́ск-Калі́кст князь Святопо́лк-Четверти́нський (18 квітня 1873 Варшава — 19 травня 1945 Единбург) — князь руського походження, гербу Погоня Руська. Державний та громадський діяч у Російській імперії та Польській республіці. Мемуарист.

## Біографія та діяльність
Северин Святополк-Четвертинський народився у Варшаві в заможній аристократичній родині. Батько — Володимир князь Святополк-Четвертинський (*15.09.1837 — 20.08.1918) учасник Січневого повстання. Був засланий царською владою до Сибіру. Матір — Марія-Ванда-Феліція графиня Уруська (*09.07.1853, Варшава — 18.04.1931, Варшава). Досягнувши зрілого віку Северин Святополк-Четвертинський здобував освіту в передових європейських вишах. Закінчив Ризький технічний університет і був одним з членів академічної корпорації "Арконія", що постала на базі цього вишу. Згодом навчався у Боннському університеті. Видавець та співвласник «Газети Варшавської» та «Реформи». У 1903 році разом з Мацеєм-Миколаєм князем Радзивілом та іншими утворив Акціонерну спілку міських трамваїв у Варшаві. У 1904 році став віцепрезидентом Товариства Доброчинності. У 1906 році серед 54-х осіб був послом до Петербурзької Думи, молодший колега Юзефа-Миколая графа Потоцького. Співавтор творення польського парламентаризму після здобуття Польщею незалежності у 1918 році. Неодноразовий посол до сейму Польської республіки від свого радинського виборчого округу. У міжвоєнний період також відомий підприємець та громадський діяч, зокрема власник Акціонерної спілки «Готель Європейський» у Варшаві. Чималий дохід отримував також зі своїх маєтків. Один з найбільших — Суховоля у Люблінському воєводстві, що складав 81 000 га. Северин Святополк-Четвертинський користувався авторитетом та повагою серед широкого кола громадськості. Згідно мемуарів його зятя графа Романа-Антонія Потоцького, князь Северин відзначався гарним почуттям гумору. Видав спогади про життя та діяльність свого батька Володимира Святополка-Четвертинського з власним авторством та під жартівливим титулом який часто уживав у повсякденні — «Na wozie i pod woziem» (На возі та під возом).

Після окупації Польщі та її поділу Третім Рейхом і СРСР, проживав у маєтку Суховоля. Через свій авторитет був арештований Гестапо 20 березня 1941 року. Спочатку відбував ув'язнення у Люблінському замку, згодом у концтаборах - Аушвіц-Біркенау і Бухенвальд, де практично згубив своє здоров'я. Звільнений американськими військами та мав бути переданий для НКВД СРСР з подальшим етапуванням до Сибіру. Завдяки своєму брату Роджеру Четвертинському зумів виїхати до Парижу. Звідти, будучи важко хворим, був перевезений до Единбурга де незабаром помер, 19 червня 1945 року. Похований на цвинтарі Маунт Вернон (Mount Vernon) в Единбурзі. Його символічна могила також знаходиться на Повонзківському цвинтарі у Варшаві поряд з батьком.

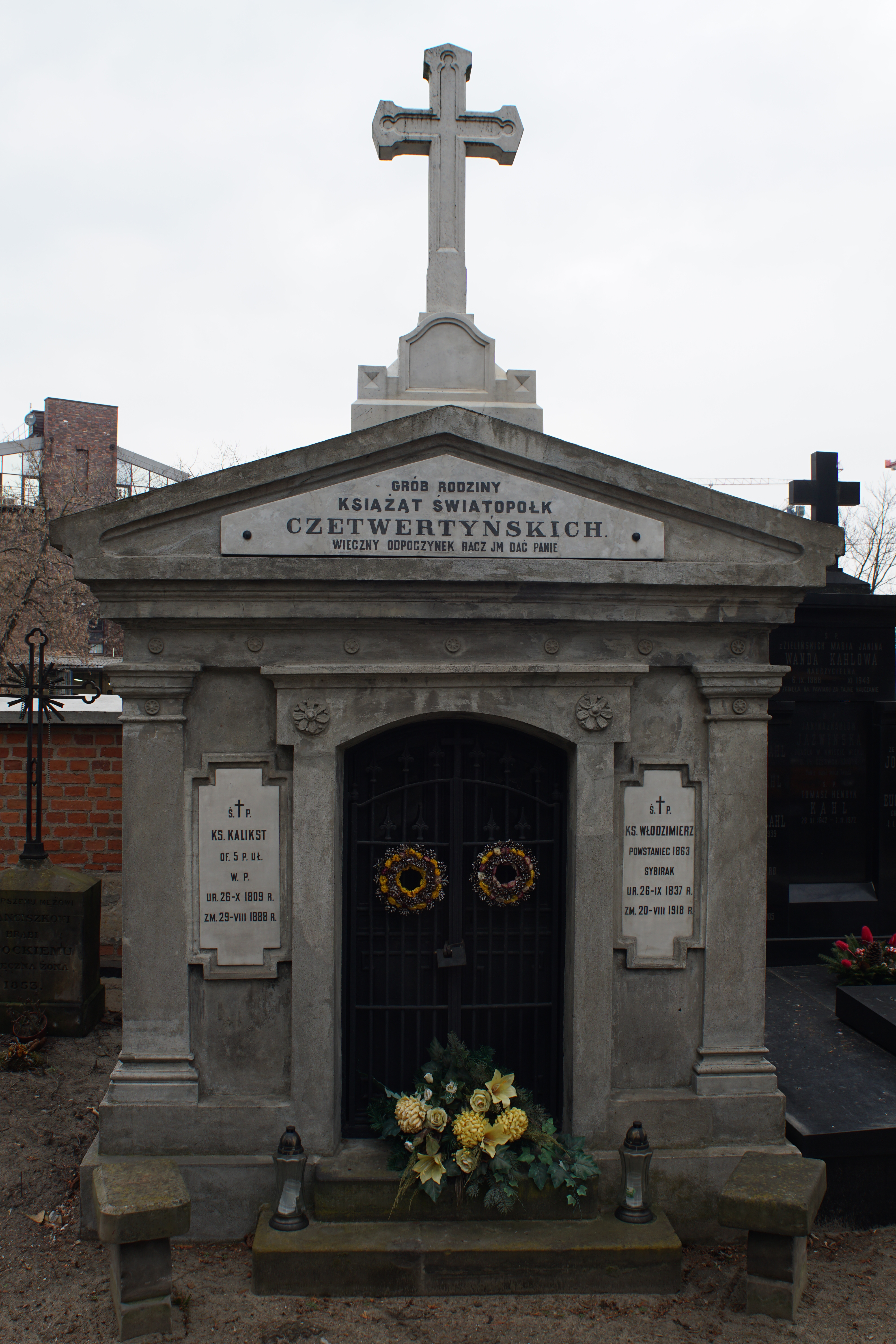
Могила князя Володимира Святополка-Четвертинського та символічна Северина Святополка-Четвертинського на цвинтарі Повонзківському у Варшаві

## Сім'я
З 1898 року в шлюбі з Софією графинею Пшездецькою (1879—1949). Відомо, що мали п'ятеро доньок та двох синів.
- Марія-Юзефа Святополк-Четвертинська (1899—1991) у шлюбі Ґрохольська.
- Барбара Святополк-Четвертинська (1900—1970) у шлюбі з Ремиґіяном-Адамом Ґрохольським.
- Анна-Марія (Ганка) Святополк-Четвертинська (1902—1987) у шлюбі з Романом Потоцьким.
- Єлизавета Святополк-Четвертинська (1905—1971) у шлюбі Плятер-Зіберк.
- Володимир Святополк-Четвертинський (1907—1965)
- Стефан Святополк-Четвертинський (1910 — ?)
- Христина Святополк-Четвертинська (1918—1994) учасниця Варшавського повстання.

Всього мав 19 онуків.